# グランドネクスト
グランドネクスト株式会社（グランドネクスト、英文社名：grand next Inc.）は、東京都新宿区新宿に本社を置く日本の企業。不動産販売サイト「グランドネクスト不動産」、不動産メディア「不動産の教科書」、不動産投資メディア「不動産投資の教科書」などのサービスを運営している。代表者は小島優一。

## 概要
グランドネクストは2011年に設立された会社で、2014年に中古マンション売買の仲介の販売サイトをローンチした。また、不動産の売買に関する情報を提供するメディアの運営も行っている。

## 沿革
- 2011年
  - 11月 - 会社設立
- 2014年
  - 5月 - 「杉並きらめき不動産株式会社」に商号変更し、不動産仲介サイトの運営を開始
- 2018年
  - 6月 - 「グランドネクスト株式会社」に商号変更し、東京都新宿区四谷に本店移転
- 2019年
  - 12月 - 東京都新宿区新宿に本店移転